# Кистнер, Фридрих
Карл Фридрих Кистнер (нем. Karl Friedrich Kistner; 3 марта 1797, Лейпциг — 21 декабря 1844, Лейпциг) — немецкий музыкальный издатель.
Получил образование в коммерческом училище, в 1822—1830 гг. был партнёром в лейпцигском торговом доме Bergmann & Gerischer (оптовая торговля шёлком).
В 1831 году приобрёл у Х. А. Пробста основанное им в 1823 г. музыкальное издательство, с 1836 г. переименованное в издательство Кистнера. Энергично взявшись за дело, начал публиковать ведущих композиторов своего времени, особенно связанных с Лейпцигом, — Роберта Шумана, Феликса Мендельсона, Игнаца Мошелеса, Фердинанда Давида, Юлиуса Рица и др. С 1835 г. вошёл также в состав дирекции Лейпцигского Гевандхауса, занимаясь организацией концертов. С 1843 г. казначей Лейпцигской консерватории. Возглавлял секцию музыкальной книготорговли в Лейпцигском обществе книготорговцев.
После внезапной смерти Кистнера издательство перешло к его брату Юлиусу Кистнеру (1805—1868), который в 1866 г. продал его Карлу Гуркхаусу (1821—1884). В конечном счёте вдова сына Гуркхауса в 1923 году продала дело Рихарду Линнеману-старшему, владельцу издательской фирмы C. F. W. Siegel, с образованием издательского дома Kistner & Siegel.